# Loi sur la justice administrative
La Loi sur la justice administrative est la plus importante loi québécoise dans le domaine du droit administratif. Cette loi institue également le Tribunal administratif du Québec.